# 윤용구유물
윤용구 유물(尹用求 遺物)은 경기도 용인시 수지구, 석주선기념박물관에 있는 조선시대의 의복이다. 1987년 3월 9일 대한민국의 국가민속문화재 제216호로 지정되었다.

## 개요
윤용구(1853∼1939)는 조선시대 문신이자 서화가로, 1871년 문과에 급제한 뒤 병조판서 등의 벼슬을 지냈으며, 일제 강점기에는 일본 정부에서 수여한 작위를 거절하고 세상일을 멀리한 채 집 밖으로 나오지 않았다.
이 유물은 윤용구의 유품으로 관복 1점, 상의와 하의를 따로 구성하여 허리에 연결시킨 특이한 형태의 옷인 철릭 1점, 전복안에 입는 것으로 두루마기와 비슷하지만 뒤가 트인 옷인 동달이 1점, 명주실을 여러 겹 꼬아 납작하게 짠 끈인 광다회 1점으로 총 4점이다.
관복의 겉감은 짙은 청색의 비단으로 둥근 깃의 단령이며, 안감은 남색비단으로 곧은 깃의 직령이다. 깃에는 넓은 동정이 달려있고 소매의 통이 크며 흉배는 부착되어 있지 않다.
철릭은 청색 구름무늬 비단의 홑옷이다. 곧은 깃의 직령이며 동정이 있고 소매는 통이 크다. 왼쪽소매는 단추로 연결되어 떼었다 붙였다 할 수 있어 활동에 편리하며, 주름잡힌 넓은 치마부분이 허리에 연결되어 있다.
광다회는 철릭에 매는 띠로 홍색명주실로 짰다.
동달이는 전복에 갖추어 입는 것으로 검은 두루마기에 붉은 소매로 길은 주황색이며 곧은 깃에 양겨드랑이 아래로는 무가 달려있다.
윤용구의 유물들은 한말의 복식제도를 파악할 수 있는 중요한 자료로 평가받고 있다.

## 세부 내역
- 216-1호 : 관복
- 216-2호 : 동다리옷
- 216-3호 : 철릭(天翼)
- 216-4호 : 광다회(廣多繪)

## 같이 보기
- 석주선기념박물관

## 참고 자료
- 윤용구유물 - 국가유산청 국가유산포털